# Пархомовский сельский совет Харьковской области
Пархомовский сельский совет — входит в состав Краснокутского района Харьковской области Украины.
Административный центр сельского совета находится в селе Пархомовка.

## История
- 1917 — дата образования.

## Населённые пункты совета
- село Пархомовка
- село Гаркавец
- посёлок Павловка
- посёлок Степовое